# عرقون كثيف الزهر
عرقون كثيف الزهر (الاسم العلمي:Euphrasia densiflora) هي نوع نباتي يتبع جنس العرقون من الفصيلة الجعفيلية.  